# Brewiarz wrocławski
Brewiarz wrocławski (Breviarium Vratislaviense) – brewiarz pochodzący z I połowy XV wieku, zakupiony przez Andreasa Wirzbacha. Zawiera on zbiór tekstów liturgicznych oraz kalendarz z I połowy XV wieku. Po śmierci Andreasa Wirzbacha został on przekazany przez jego żonę Małgorzatę do użytku duchownych niewymienionego z nazwy kościoła. Przypuszczalnie chodzi o kościół św. Marii Magdaleny, gdzie rękopis był przechowywany.
Tekst brewiarza został napisany po łacinie teksturą gotycką przez kilku skrybów, w dwóch kolumnach na stronę. Jest to pergaminowy kodeks o wymiarach kart 36 na 25,5 cm. Na marginesach znalazły są liczne noty łacińskie dotyczące spraw liturgicznych. Zachowało się 427 kart kodeksu z oryginalnych 450. Brakujące dziś karty zawierały iluminacje a zostały wycięte z kodeksu przypuszczalnie w XIX lub na początku XX wieku. 
Brewiarz wraz z księgozbiorem biblioteki kościoła Marii Magdaleny został przeniesiony do Biblioteki Miejskiej we Wrocławiu w latach 60. XIX wieku. Rękopis oznaczono sygnaturą M1144. Dokument znajdował się tam do 16 września 1943 roku gdy w obawie przed bombardowaniami najcenniejsze zbiory biblioteki ewakuowano poza Wrocław. Brewiarz znalazł się wśród dokumentów złożonych w pałacu w Ramułtowicach (ówczesny Ramfeld). Po wojnie manuskrypt nie został odnaleziony, choć inne rękopisy spakowane do tej samej skrzyni powróciły do Wrocławia.
18 czerwca 2002 roku brewiarz pojawił się w ofercie domu aukcyjnego Sotheby’s w Londynie, z wartością oszacowaną na 10-15 tysięcy GBP. Biblioteka Uniwersytetu Wrocławskiego posiadająca prawo własności do manuskryptu wystąpiła z wnioskiem o zwrot manuskryptu. Prowadzone przez ponad dwa lata negocjacje z domem aukcyjnym zostały zakończone dopiero po włączeniu się w nie pod koniec roku 2004 placówki dyplomatycznej w Londynie.